# کاظم‌آباد (بخش مرکزی سیرجان)
کاظم‌آباد یک روستا در ایران است که در دهستان گلستان (سیرجان) واقع شده‌است.